# Новоміська сільська рада (Старосамбірський район)
Новоміська сільська рада — орган місцевого самоврядування у Старосамбірському районі Львівської області. Адміністративний центр — село Нове Місто.

## Загальні відомості
Новоміська сільська рада утворена в 1939 році. Водоймища на території, підпорядкованій даній раді: річка Вирва.

## Населені пункти
Сільській раді підпорядковані населені пункти:
- с. Нове Місто
- с. Боневичі
- с. Городисько
- с. Грабівниця
- с. Комаровичі
- с. Посада-Новоміська

## Склад ради
Рада складається з 20 депутатів та голови.

### Керівний склад попередніх скликань
| ПІБ                       | Основні відомості                                                                          | Дата обрання | Дата звільнення |
| ------------------------- | ------------------------------------------------------------------------------------------ | ------------ | --------------- |
| Шеремета Роман Степанрвич | Сільський голова, 1958 року народження, безпартійний                                       | 26.03.2006   | 31.10.2010      |
| Куляс Петро Петрович      | Сільський голова, 1976 року народження, освіта вища, член політичної партії «Наша Україна» | 31.10.2010   |                 |

Примітка: таблиця складена за даними джерела